# Ken Noritake
Ken Noritake (jap. 則武謙 Noritake Ken; ur. 18 lipca 1922, zm. 6 marca 1994) – japoński piłkarz, reprezentant kraju.

## Kariera klubowa
Jako piłkarz grał w takim klubie jak Nippon Yusen.

## Kariera reprezentacyjna
W reprezentacji Japonii zadebiutował 9 marca 1951 w meczu przeciwko reprezentacji Afganistanu.

## Statystyki
| Reprezentacja Japonii | Reprezentacja Japonii | Reprezentacja Japonii |
| Rok                   | Mecze                 | Gole                  |
| --------------------- | --------------------- | --------------------- |
| 1951                  | 1                     | 0                     |
| Razem                 | 1                     | 0                     |